# Пік Данте (фільм)
«Пік Данте» (англ. Dante's Peak) — американський драматичний трилер-катастрофа 1997 року режисера Роджера Дональдсона. Головні ролі виконували: Пірс Броснан, Лінда Гамільтон, Чарльз Галлахан, Елізабет Хоффман, Джеймі Рене Сміт, Джеремі Фолі і Грант Хеслов.
Сюжет розгортається у вигаданому місті Пік Данте, місто має пережити вулкан і його катастрофічні наслідки.

## Сюжет
Гаррі Далтон, член геологічної служби Сполучених Штатів, став свідком виверження в Колумбії. Коли він і його наречена Маріанна намагаються втекти, шматок сміття пробиває дах орендованої вантажівки, вбиваючи Маріанну.
Через чотири роки Гаррі живе самотнім життям у Ванкувері, штат Вашингтон, і його шеф Пол Дрейфус викликає на геологічну базу, де він працює. Пол відправляє Гаррі у відрядження в місто, відоме як Пік Данте, яке знаходиться поблизу сплячого вулкана. Після прибуття Гаррі зустрічає Рейчел Вондо, мера міста, разом із двома її дітьми, Лорен і Гремом. Рейчел пропонує Гаррі оглянути гору і познайомитися з літньою відлюдницею на ім'я Рут, яка живе в зрубі біля озера біля підніжжя гори. Оглядаючи гору, група переживає безліч лих, особливо молода пара, закипіла до смерті в басейні з гарячими джерелами. Рейчел скликає екстрену зустріч у ратуші з Гаррі на борту, щоб обговорити речі, але Пол несподівано втручається, думаючи, що Гаррі намагається створити помилкову тривогу і що немає достатньо доказів, щоб підготуватися до гіршого. Тим не менш, Пол збирає свою команду в мотелі, щоб стежити за активністю вулкана, і Гаррі починає розвивати романтичні почуття з Рейчел.
Через кілька днів Гаррі та його товариш по команді Террі Ферлонг досліджують кратер на вершині вулкана. Афтершок затиснув Террі в скелю, через що він отримав перелом ноги. Гелікоптер супроводжує обох чоловіків з вершини, і Пол протистоїть Гаррі за те, що він не надав достатніх доказів того, що вулкан становить будь-яку небезпеку. Коли геологічна група готується до відходу, Гаррі йде попрощатися з Рейчел та її родиною. Коли Лорен просить випити води, вони виявляють, що водопостачання міста забруднене. Гаррі представляє ці докази Полу, який досі не бачить жодних доказів вулканічної небезпеки, але його команда показує, що сейсмічні показання на комп’ютерах посилюються, нарешті переконуючи Пола, що вулкан може відреагувати досить скоро. Оскільки національна гвардія недоступна до наступного ранку, Пол неохоче дає дозвіл Гаррі та Рейчел привести місто в бойову готовність.
Коли в середній школі відбуваються міські збори, стався землетрус, і вулкан нарешті реагує. Коли жителі в панічному шаленстві евакуюються, Гаррі і Рейчел повертаються, щоб забрати дітей, але знаходять записку, що вони піднялися на гору, щоб зустріти Рут, яка відмовилася покинути свій будинок. Як тільки Гаррі і Рейчел дістаються до хатинки, в якій живе Рут, вони возз’єднуються з дітьми. Потік лави проникає в каюту і відправляє групу на моторний човен на озері. Коли вони катаються на човні, вони виявляють, що вся риба загинула, і Гаррі пояснює, що озеро перетворилося на сірчану кислоту через збагачені гази, що викидаються з вулкана. Коли мотор човна виходить з ладу, Гаррі робить все можливе, щоб підштовхнути човен вперед, але Рут стрибає в кислотне озеро, щоб підтягнути човен ближче до причалу. Рут отримує опіки кислотою і помирає від отриманих травм. Коли національна гвардія прибуває, щоб врятувати геологічну групу, льодовики гори розтанули, утворивши переповнений потік води, який прориває дамбу і утворює лахар. Коли національна гвардія та геологічна команда намагаються перетнути міст, лахар досягає їхнього шляху, ламаючи міст і кидаючи Пола за борт на смерть.
Гаррі, Рейчел і діти сідають на покинуту вантажівку рейнджерів і їдуть через пустелю вниз з гори. Вантажівка застряє, і потік лави спускається вниз. Гаррі вдається пробити, і група рятує собаку на ім’я Роугі, яка раніше втекла, коли діти намагалися переконати Рут спуститися раніше. Група повертається до спустошеного міста, де Гаррі отримує сигнальний маяк. Коли вони відходять, вулкан робить останню реакцію, викликаючи пірокластичну хмару, яка розбиває все на своєму шляху. Не маючи виходу з міста, Гаррі заїжджає в покинуту шахту, щоб сховатися, де Грем залишився на борту днями раніше. Потрапивши в шахту, Гаррі розуміє, що забув маяк, і повертається за ним. Афтершоки спричиняють падіння каміння та уламків, що відокремлює Гаррі від Рейчел та її дітей. У Гаррі зламана рука, і вона застрягла в вантажівці рейнджера, але з невеликою кількістю здатний активувати маяк.
Через кілька годин Террі та його команда, які повернулися на свою базу у Ванкувері, помічають, що маяк спрацював, що змушує їх викликати пошуково-рятувальні бригади, щоб витягти групу Гаррі з шахти. Гаррі, Рейчел та її діти возз’єднуються і сідають на вертоліт, обговорюючи, чим вони хочуть зайнятися найближчим часом.

## Ролі
- Пірс Броснан — доктор Гаррі Далтон
- Лінда Гамільтон — мер Рейчел Вендо
- Чарльз Халлахан — доктор Пол Дрейфус
- Елізабет Хоффман — Руф
- Джеймі Рене Сміт — Лорен Вендо
- Джеремі Фолі — Грем Вендо
- Грант Хеслов — Грегорі «Грег»
- Арабелла Філд — Ненсі
- Ці Ма — Стенлі «Стен»
- Білл Болендер — шериф Тернер
- Пітер Джейсон — Норман Гейтс
- Джеффрі Л. Ворд — Джек Коллінз
- Кірк Тратнер — Террі Ферлонг
- Брайан Редді — Лестер Воррел
- Вокер Брандт — Маріанна

## Виробництво
Продюсер Джозеф М. Сінгер був заінтригований ідеєю фільму про вулкан, що сіє хаос на малі міста, після перегляду інтерв'ю із вулканологом. Сінгер пригадував: дивлячись як вулканолог знімав на камеру хмари гарячого газу, попелу та залишки порід, що вилітали із гори зі швидкістю більше 100 миль/годину і при температурі до 475° F, відзначив, що вітер міняється, і хмара рухається йому на зустріч. Настало хвилинне мовчання, а потім він сказав: «Я думаю, мені кінець». Через декількох секунд, все так і відбулось.
Будучи під враженням, Сінгер почав обдзвонювати вулканологів. Але виявилось що половина з них були мертві.
Сінгеру в кінцевому результаті вдалось поговорити із декількома ветеранами з Геологічної Служби США (USGS), які були свідками багатьох вивержень в цілому світі. Його висновок: «Ці люди є останніми авантюристами, що вічно живуть на грані смерті. Вони йдуть туди, куди ні одна здравомисляча людина ні за що би не сунулась».
Тим не менш, Сінгер не хотів фільм про «супер-мега-виверження», він хотів фільм який був би правдивий і реалістичний, про те, що є джерелом багатьох міфів і зачарувань протягом тисячоліть.
Сінгер обговорює свої ідеї із сценаристом Леслі Боем, який написав сценарій до фільму «Денне світло», для студії Universal Pictures. Боем працював над основною концепцією фільму, аж поки не розробив сюжетну лінію. Пізніше сценарій був проданий Роджеру Дональдсону.

## Музика
Оригінальна партитура спільно складена Джоном Фріззелом і Джеймсом Ньютоном Говардом. Говард написав головну тему (її можна почути під час початкових титрів), у той час як Фріззелл написав більшу частину.
30 хвилин саундтрек випущений Varese Sarabande.
| Dante's Peak: Original Motion Picture Soundtrack | Dante's Peak: Original Motion Picture Soundtrack | Dante's Peak: Original Motion Picture Soundtrack |
| #                                                | Назва                                            | Тривалість                                       |
| ------------------------------------------------ | ------------------------------------------------ | ------------------------------------------------ |
| 1.                                               | «Main Titles»                                    | 5:30                                             |
| 2.                                               | «The Close Call»                                 | 1:49                                             |
| 3.                                               | «Trapped in the Crater»                          | 5:03                                             |
| 4.                                               | «On the Porch»                                   | 2:31                                             |
| 5.                                               | «The Evacuation Begins»                          | 4:12                                             |
| 6.                                               | «The Helicopter Crash»                           | 1:28                                             |
| 7.                                               | «Escaping the Burning House»                     | 2:32                                             |
| 8.                                               | «Sinking on Acid Lake»                           | 2:37                                             |
| 9.                                               | «Stuck in the Lava»                              | 1:44                                             |
| 10.                                              | «The Rescue»                                     | 3:05                                             |
| 30:22                                            |                                                  |                                                  |

## Критика
Фільм дебютував під час касових зборів на 2 сходинці після Зоряних воєн з $18 млн в перший вік-енд. Загалом він заробив $ 178 млн по всьому світу.
Rotten Tomatoes дав фільму 27% свіжості на основі 26 оглядів.
Під час виходу цієї картини на екрани США критики дещо поіронізували над примхливою долею кінематографістів із Голлівуду. Одночасно видана в повторний прокат двадцятирічної давності стрічка «Зоряні війни» Джорджа Лукаса випередила і за результатами першого вік-енду, і за загальним результатом касових зборів нове творіння «Пік Данте», зняте у, здавалося б, видовищному жанрі фільму-катастрофи. Але ця в більшості виправдана насмішка виявилась згодом ще гіркішою, оскільки ні «Вулкан» Міка Джексона, ні «Швидкість-2: контроль над круїзом» Яна де Бонта явно не оправдали глядацьких очікувань і навіть принесли істотні збитки студіям. Тому касовий збір у сумі $67,2 млн в США і $178,1 млн у світі, який був досягнутий «міцним середнячком», колишнім новозеландським постановником Роджером Дональдсоном (цікаво, що одним із продюсерів виявився режисер Джеф Мерфі, інший виходець із «зеленої країни», що пересилився у США), все-таки заслуговує уваги.
Тим більше що картина нічим особливим не відрізняється, і багато рецензентів встигли познущатись над надуманістю сюжетних колізій, завдяки яким живий та неушкоджений після усіх неймовірних ситуацій, що траплялися після виверження вулкану у сусідстві із гірським містечком з гордою назвою Пік Данте, виходить головна романтична пара (чоловік-вулканолог та жінка-мер). Не постраждали і двоє дітей героїні і, звичайно ж, собачка, яку всі рятують, ризикуючи власним життям. Загинуть же (серед інших, хто не індивідуалізований) морально проштрафований — шеф вулканолога, що не вірив у можливість катастрофи, і колишня свекруха жінки-мера, яка не хотіла залишати своє житло в горах, чим наразила на небезпеку життя онуків і головних героїв, що вирушили на їх пошуки.
Незважаючи на цей «сценарний балаган», стрічка майже стовідсотково вражає, змушуючи із задоволенням слідкувати за тим, як все руйнується, хто повинен уникнути смерті, буквально в останню секунду і лише на міліметр від небезпеки щасливо залишаються в живих. Не можна також не відмітити, що ірландський актор Пірс Броснан, який миттєво прославився після виконання ролі Джеймса Бонда в ще більш дурному та неправдоподібному «Золотому оці», втілює у «Піку Данте» героя з прізвищем Долтон (великий привіт колишньому виконавцю в бондіані!) і здається навіть живішим, ніж створений за новим комп'ютерним рецептом агент 007.

## Цікаві факти
- Сценарій написав Леслі Боем («Будинок жахів», 1989; «Жах на вулиці В'язів 5: Дитя сну», 1989; «Нема виходу», 1993; «Дванадцять доларів», 1993; «Денне світло»; «Ніч ігуани», 2001). Цікаво, що Боем на початку 80-х років грав на бас-гітарі у відомому гурті «Sparks».
- Візуальними ефектами займався Кеннет Джонс («Дивні прибульці», 1983; «Місячна пастка», 1989; «Титанік», 1997; «Пастка для батьків», 1998; «Година пік», 1998; «Чого хочуть жінки», 2000; «Дуже страшне кіно 2», 2001)

## Дивись також
- «Вулкан» — ще один фільм-катастрофа про виверження вулкану, випущений у 1997 році.